# Nelson Bay (Nueva Gales del Sur)
Nelson Bay es un municipio importante del Port Stephens área de gobierno local en la Región de Hunter de Nueva Gales del Sur , Australia. Está ubicado en una bahía del mismo nombre en la costa sur de Port Stephens sobre 60 kilómetros (37 mi) por carretera al noreste de Newcastle, su enlace ferroviario más cercano. En censo de 2021, Nelson Bay tenía una población de 6.141.
Es un importante centro turístico, particularmente para la observación de delfines y ballenas, surf, buceo, pesca y otras actividades acuáticas recreativas. Los límites orientales de Nelson Bay se encuentran dentro del Parque Nacional Tomaree, mientras que la sección sureste se encuentra casi en su totalidad dentro del parque. Nelson Head Light, un faro inusual construido en 1875, está ubicado en la esquina noreste.

## Primeros pobladores
Los primeros colonos incluyeron a la familia Dalton, siendo el patriarca el Capitán John Dalton que navegó en su barco SS Kingsley a Sydney con productos marinos frescos de Port Stephens. Construyó una casa "Westward Ho" en 1882 en la colina que domina la ciudad moderna, en 16,2 ha. Donó tierras de su propiedad para la Iglesia Metodista y para una escuela.

## Transporte
Port Stephens Coaches opera servicios locales a Newcastle, Raymond Terrace y Soldiers Point, así como un servicio expreso a Sydney.